# 麻雀かぐや姫
麻雀かぐや姫（まーじゃんかぐやひめ）は、1988年にアーケードゲームとして日本物産が開発し、三木商事が発売した脱衣麻雀ゲームである（開発・発売共に三木商事であるとする文献もある）。1989年には続編・麻雀かぐや姫 其の弐が発売されている。
対局に勝利するとご褒美画像が見られるほか、BET画面でもBETボタンを押すごとにかぐや姫の露出が段階的に過激になるというサービスがある。シナリオは三木商事社長・三木修二が考案し、デザインはニチブツ側のデザイナーが手掛けた。音楽は吉田健志が担当。
三木はインタビューの中で、本作は中国において「姫麻雀」という名称で人気を博し、40万枚の基板を売り上げたと話す一方、中国向けに販売したオリジナルの基板が1000枚程度であり、中国に流通していた基板の多くが違法にコピーされたものであると明かしている。また、三木によるとコピー基板のうちの6000枚から7000枚が日本にも出回っていた。